# Жълтогърла овесарка
Жълтогърла овесарка (Emberiza elegans) е вид птица от семейство Овесаркови (Emberizidae).

## Разпространение
Видът е разпространен в Китай, Мианмар, Русия, Северна Корея, Южна Корея и Япония.